# Моррісон (Вісконсин)
Моррісон (англ. Morrison) — місто (англ. town) в США, в окрузі Браун штату Вісконсин. Населення — 1689 осіб (2020).

## Демографія
Згідно з переписом 2010 року, у місті мешкало 1599 осіб у 592 домогосподарствах у складі 453 родин. Було 636 помешкань
Расовий склад населення:
| - 97,1 % — білих - 0,4 % — корінних американців - 0,3 % — азіатів - 0,2 % — чорних або афроамериканців - 1,6 % — осіб інших рас |

До двох чи більше рас належало 0,5 %. Частка іспаномовних становила 2,0 % від усіх жителів.
За віковим діапазоном населення розподілялося таким чином: 25,7 % — особи молодші 18 років, 62,2 % — особи у віці 18—64 років, 12,1 % — особи у віці 65 років та старші. Медіана віку мешканця становила 39,3 року. На 100 осіб жіночої статі у місті припадало 105,5 чоловіків;  на 100 жінок у віці від 18 років та старших — 107,0 чоловіків також старших 18 років.
Середній дохід на одне домашнє господарство  становив 76 105 доларів США (медіана — 67 583), а середній дохід на одну сім'ю — 84 019 доларів (медіана — 77 969). Медіана доходів становила 50 947 доларів для чоловіків та 32 450 доларів для жінок. За межею бідності перебувало 4,0 % осіб, у тому числі 4,0 % дітей у віці до 18 років та 8,8 % осіб у віці 65 років та старших.
Цивільне працевлаштоване населення становило 863 особи. Основні галузі зайнятості: виробництво — 22,6 %, освіта, охорона здоров'я та соціальна допомога — 19,0 %, сільське господарство, лісництво, риболовля — 11,0 %, будівництво — 8,3 %.